# Lamprichthys tanganicanus
Lamprichthys tanganicanus, unica specie del genere Lamprichthys, è un pesce d'acqua dolce appartenente alla famiglia Poeciliidae.

## Distribuzione e habitat
Questa specie è endemica del Lago Tanganica, dove è diffuso soprattutto in zone rocciose ma anche in acque aperte.

## Descrizione
Presenta un corpo allungato, con profilo ellissoidale. La pinna dorsale è molto arretrata, l'anale è ampia e percorre circa la metà del corpo intero. La pinna caudale è a delta. La livrea è molto interessante: su un fondo dall'argento all'azzurrino con dorso olivastro corrono una moltitudine di punti azzurro elettrico iridescente, formanti linee e disegni vari. Le pinne presentano le medesime macchie che nei bordi diventano orlature azzurre e giallo intenso. 

Raggiunge una lunghezza massima di 15 cm.

## Predatori
L. tanganicus è predato abitualmente da due ciclidi: Perissodus microlepis e Plecodus straeleni.

## Pesca
È pescato per scopi alimentari dalle popolazioni abitanti nei luoghi d'origine.

## Acquariofilia
Allevato principalmente dagli appassionati, negli ultimi anni si sta facendo conoscere anche nei mercati acquariofili comuni.